# 19 Canum Venaticorum
19 Canum Venaticorum, som är stjärnans Flamsteed-beteckning, är en dubbelstjärna i den mellersta delen av stjärnbilden Jakthundarna. Den har en kombinerad skenbar magnitud på ca 5,77 och är svagt synlig för blotta ögat där ljusföroreningar ej förekommer. Baserat på parallaxmätning inom Hipparcosuppdraget på ca 13,7 mas, beräknas den befinna sig på ett avstånd på ca 238 ljusår (ca 73 parsek) från solen. Den rör sig närmare solen med en heliocentrisk radialhastighet på ca -21 km/s.

## Egenskaper
Primärstjärnan 19 Canum Venaticorum A är en blå till vit stjärna i huvudserien av spektralklass A7 V. Den har en massa som är ca 2 solmassor, en radie som är ca 2,5 solradier  och utsänder ca 26 gånger mera energi än solen från dess fotosfär vid en effektiv temperatur på ca 8 000 K.
De båda stjärnorna i 19 Canum Venaticorum kretsar runt varandra med en omloppsperiod av 219,2 år och en excentricitet av 0,686. Följeslagare, 19 Canum Venaticorum B, av magnitud 9,48 ligger separerad med 0,60 bågsekunder från primärstjärnan vid en positionsvinkel på 58°.